# Eurocanción
Eurocanción fue el festival que TVE utilizó para escoger a los representantes españoles en el Festival de Eurovisión durante las ediciones de 2000 y 2001. Significó el regreso a España de las preselecciones televisadas con voto del público tras 23 años seguidos de elecciones internas de TVE. En ambas ediciones se utilizó un sistema mixto de jurado y televoto. 
En la última de las dos ediciones de este concurso se contó con la participación como invitados de Dana International, Charlotte Nilsson y Edyta Górniak, todas ellas participantes de Eurovisión en otras ediciones; se les entregaron diversos galardones, por ejemplo a Edyta el premio a la mejor voz de la década de 1990. Con la llegada de Operación Triunfo este sistema de elección quedó destituido.

## Eurocanción 2000
Fecha: 8 de febrero de 2000
Presentadores: Carlos Lozano y Paloma Lago
Sistema de votación: En cada centro territorial de TVE hay un jurado de cinco miembros, y cada jurado da de 1 a 10 votos a sus canciones favoritas. Una vez sumados los votos de todos los jurados, se suma el resultado del televoto, que da 30 puntos a la tercera canción más votada, 40 puntos la segunda, y 50 puntos la canción más votada (sólo las tres canciones más votadas recibieron puntos del televoto).
El ganador y representante de España en Eurovisión 2000 fue Serafín Zubiri con la canción titulada Colgado de un sueño cantada en idioma español.
Intérpretes
| N.º | Intérprete                     | Canción                  | Puesto | Puntos jurado | Puntos televoto | Total |
| --- | ------------------------------ | ------------------------ | ------ | ------------- | --------------- | ----- |
| 1   | Raúl                           | Sueño su boca            | 2      | 112           | 40              | 152   |
| 2   | Anabel Conde y David Domínguez | Ni colores ni fronteras  | 4      | 83            | 0               | 83    |
| 3   | Alto Rango                     | Sin fronteras            | 6      | 75            | 0               | 75    |
| 4   | Ángel Caramé                   | Suave                    | 11     | 45            | 0               | 45    |
| 5   | Alazán                         | Alcanzarás la luna       | 5      | 76            | 0               | 76    |
| 6   | Yago                           | No quiero                | 3      | 103           | 30              | 133   |
| 7   | Olga Domínguez                 | Si te vas                | 10     | 49            | 0               | 49    |
| 8   | Aguadulce                      | Buscaré                  | 14     | 20            | 0               | 20    |
| 9   | Serafín Zubiri                 | Colgado de un sueño      | 1      | 155           | 50              | 205   |
| 10  | 20 años de cuna                | El reloj                 | 12     | 23            | 0               | 23    |
| 11  | Manuel Bravo                   | Muy mujer                | 15     | 3             | 0               | 3     |
| 12  | Sur S.A.                       | Mala racha               | 13     | 22            | 0               | 22    |
| 13  | Miryam Fultz                   | Gotas de algodón         | 8      | 58            | 0               | 58    |
| 14  | Sito Abalos                    | Bailando en la oscuridad | 9      | 52            | 0               | 52    |
| 15  | Dulce                          | Dónde estabas            | 7      | 59            | 0               | 59    |

Jurado
| Members of the International Jury | Members of the International Jury |
| --------------------------------- | --- |
| Italia – RAI                      | - Nicola Caligiore – Head of the Delegation for Italy at Eurovision and International relations at RAI - Marta Cagnola – Journalist, presented and music expert - Eddy Anselmi – Journalist with expertise in the Sanremo Music Festival and the Eurovision Song Contest - Emanuele Lombardini – Journalist and blogger, founder of the website EurofestivalNews. - Cristina Giuntini – President of OGAE Italy |
| Francia – France Télévisions      | - Edoardo Grassi – Head of the Delegation for France at Eurovision - Franck Saurat – Television producer - Roberto Ciurleo – Director of Virgin Radio - Anggun – Singer, represented France in the Eurovision Song Contest 2012 - Antoine Gouiffes-Yan – Director of Marketing for Warner Music France |
| Reino Unido – BBC                 | - Helen Riddell – Co-Head of the Delegation for the United Kingdom at Eurovision - Andrew Cartmell – Television producer - Reshmi Bajnath – Independent television producer - Gemma Hodgson – BBC producer - Hugh Goldsmith – Founder of Innocent Records and exdirector of RCA Records |
| Suecia – SVT                      | - Christer Björkman – Head of the Delegation for Sweden at Eurovision, producer of the 2016 Eurovision and Melodifestivalen - Samuel Andersson – Assistant Contest Producer for the Eurovision Song Contest 2016 - Leydis Manso – Musician - Maria Ericson – Artist manager - Åsa Paues – PR manager, Eurovision press officer, eurofan                                                                         |

## Eurocanción 2001
Fecha: 23 de febrero de 2001
Presentadores: Jennifer Rope y Sandra Morey junto con los eurovisivos Salomé, Karina, Anabel Conde, Mikel Herzog, Micky, Betty Missiego, Lucía, Eva Santamaría, Serafín Zubiri, Conchita Bautista y Alejandro Abad.
Sistema de votación:  En la sala hay un jurado, compuesto por 9 miembros: Augusto Algueró (compositor), Pilar Tabares (jefa de programas musicales de TVE), Mª Teresa Segura (jefa del dpto. de festivales de TVE), Daniel Velázquez (cantante), Juan Ignacio Ocaña (director del centro territorial de TVE Madrid), Hugo de Campos (presentador), Silvia Gambino (actriz), Juan Luis Ayllón Piquero (eurofan) y José Mª Martín Alfageme (eurofan). Cada miembro del jurado da 12, 10, 8-1 puntos a sus diez canciones favoritas. Después, las diez canciones más votadas por el público en el televoto reciben esa puntuación por triplicado.
El ganador y representante de España en Eurovisión 2001 fue David Civera con la canción titula Dile que la quiero cantada en español.
Intérpretes:
| N.º | Intérprete       | Canción                 | Puesto | Puntos jurado | Puntos televoto | Total |
| --- | ---------------- | ----------------------- | ------ | ------------- | --------------- | ----- |
| 1   | Locomía          | Música, música          | 17     | 4             | 0               | 4     |
| 2   | Noemí            | Sin rencor              | 4      | 57            | 6               | 63    |
| 3   | David Cantedo    | Un terrón de azúcar     | 10     | 26            | 9               | 35    |
| 4   | Paula            | Prisionera de tu amor   | 15     | 6             | 0               | 6     |
| 5   | Sonia y Selena   | Quiero bailar           | 9      | 29            | 12              | 41    |
| 6   | Hi-Priority      | A nadie como a ti       | 2      | 60            | 24              | 84    |
| 7   | David Civera     | Dile que la quiero      | 1      | 72            | 36              | 108   |
| 8   | Trans X          | Amándonos               | 12     | 11            | 0               | 11    |
| 9   | Mina Longo       | Libres                  | 3      | 60            | 18              | 78    |
| 10  | Toni & Miguel    | Baila                   | 17     | 4             | 0               | 4     |
| 11  | Kingdom Brothers | Nada es igual           | 13     | 8             | 0               | 8     |
| 12  | Herbert          | Abre los brazos         | 5      | 30            | 30              | 60    |
| 13  | Virginia         | No tengas miedo de amar | 7      | 50            | 0               | 50    |
| 14  | Frank Bravo      | No sé por qué           | 13     | 8             | 0               | 8     |
| 15  | Natalia          | Porque quiero           | 11     | 30            | 3               | 33    |
| 16  | Román            | Nada sin ti             | 15     | 6             | 0               | 6     |
| 17  | Mr. Robinson     | Un flechazo de Cupido   | 8      | 28            | 15              | 43    |
| 18  | Luna             | No pidas más amor       | 6      | 31            | 21              | 52    |
| 19  | Oxígeno          | Niña bonita             | 19     | 2             | 0               | 2     |
| 20  | Silvana          | Dónde                   | 20     | 0             | 0               | 0     |

| Predecesor: Elección interna | España en el Festival de la Canción de Eurovisión 2000-2001 | Sucesor: Operación Triunfo |